# سسنا ای-۳۷ دراگون‌فلای
سسنا ای-۳۷ دراگون‌فلای (به انگلیسی: Cessna A-37 Dragonfly) یک هواگرد ساختِ کارخانهٔ سسنا در کشور ایالات متحده آمریکا است که در سال ۱۹۶۳–۱۹۷۵ ساخته شد. نخستین استفاده‌کنندهٔ این هواپیما نیروی هوایی ایالات متحده آمریکا بوده است. این هواگرد برای نخستین بار در ۱۹۶۳ میلادی مورد استفاده قرار گرفت.

## مشخصات (ی-۳۷بی دراگون‌فلای)
داده‌ها از Jane's Civil and Military Aircraft Upgrades
ویژگی‌های عمومی
- خدمه: ۲
- طول: ۲۸ فوت ۳ ۱⁄۴ اینچ (۸٫۶۱۷ متر)
- پهنای بال: ۳۵ فوت ۱۰ ۱⁄۲ اینچ (۱۰٫۹۳۵ متر) (با مخازن سوخت سر بالها)
- ارتفاع: ۸ فوت ۱۰ ۱⁄۲ اینچ (۲٫۷۰۵ متر)
- مساحت بال‌ها: ۱۸۳٫۹ فوت مربع (۱۷٫۰۸ متر مربع)
- نسبت اندازه: ۶٫۲:۱
- ایرفویل: NACA 2418 (modified) at root, NACA 2412 (modified) at tip
- وزن خالی: ۶٬۲۱۱ پوند (۲٬۸۱۷ کیلوگرم)
- بیشترین وزن برخاست: ۱۴٬۰۰۰ پوند (۶٬۳۵۰ کیلوگرم)
- ظرفیت سوخت: ۵۰۷ گالون آمریکایی (۴۲۲ گالون بریتانیایی؛ ۱٬۹۲۰ لیتر) سوخت داخلی قابل استفاده (شامل مخازن سوخت در سر بالها)
- پیشرانه: ۲ عدد توربوجت جنرال الکتریک جی۸۵ جی-۱۷ ای, ۲٬۸۵۰ پوند-نیرو (۱۲٫۷ کیلونیوتن) thrust در هر موتور

عملکرد
- حداکثر سرعت: ۵۰۷ مایل بر ساعت (۸۱۶ کیلومتر بر ساعت، ۴۴۱ گره)
- سرعت کروز: ۴۸۹ مایل بر ساعت (۷۸۷ کیلومتر بر ساعت، ۴۲۵ گره) (max. cruise)
- سرعت واماندگی: ۱۱۳ مایل بر ساعت (۱۸۲ کیلومتر بر ساعت، ۹۸ گره) at maximum landing weight, wheels and flaps down
- بیشینه سرعت مجاز: ۵۲۴ مایل بر ساعت (۸۴۳ کیلومتر بر ساعت، ۴۵۵ گره)
- بُرد رزمی: ۴۶۰ مایل (۷۴۰ کیلومتر، ۴۰۰ مایل دریایی) (with maximum payload)
- بُرد معبر: ۱٬۰۱۲ مایل (۱٬۶۲۹ کیلومتر، ۸۷۹ مایل دریایی) (با ۴ × ۱۰۰ گالون آمریکایی (۸۳ گالون بریتانیایی؛ ۳۸۰ لیتر) مخزن سوخت بیزونی
- حداکثر ارتفاع: ۴۱٬۷۶۵ فوت (۱۲٬۷۳۰ متر)
- نرخ صعود: ۶٬۹۹۰ فوت بر دقیقه (۳۵٫۵ متر بر ثانیه)

تسلیحات

- اسلحه‌ها: 

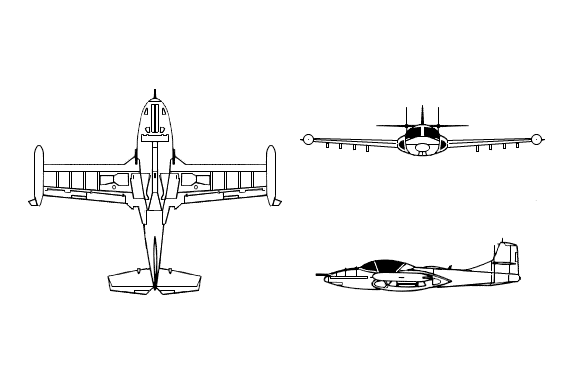
طرح سه نمای جنگنده ای-۳۷ دراگون‌فلای.

  - ۱ قبضه GAU-2B/A مینی‌گان جی ای یو-۲ بی/ای ۷٫۶۲ میلیمتر (۰٫۳۰۰ اینچ) در دماغه با ۱٬۵۰۰ گلوله
  - غلاف‌های تیربار اس یویو-۱۱/ای قابل نصب در جایکاه‌های تسلیحات زیر بالها
- آویزگاه‌های حمل سلاح: ۸ با ظرفیت چهار جایگاه تسلیحات داخل بالها: ۸۶۰ پوند (۳۹۰ کیلوگرم), دوجایگاه میانی: ۶۰۰ پوند (۲۷۰ کیلوگرم), دو جایگاه خارجی: ۵۰۰ پوند (۲۳۰ کیلوگرم)
- راکت‌ها: LAU-3/A rocket pods
- موشک‌ها: ایم-۹ سایدوایندر
- بمب‌ها: 

  - ۲۵۰ پوند (۱۱۰ کیلوگرم) ام‌کی۸۱, ۵۰۰ پوند (۲۳۰ کیلوگرم) ام‌کی۸۲ یا ۷۵۰ پوند (۳۴۰ کیلوگرم) ام۱۱۷
  - BLU-32B or BLU-1C/B بمب‌های آتش زای
  - بمب‌های خوشه‌ای سی بی یو-۱۲،سی بی یو-۲۲ یاسی بی یو-۲۴
  - SUU-14 bomb dispenser